# Parafia Najświętszego Serca Pana Jezusa w Pakosławsku
Parafia Najświętszego Serca Pana Jezusa w Pakosławsku – znajduje się w dekanacie Milicz  w archidiecezji wrocławskiej. Erygowana w 1972 roku.
Obsługiwana przez księży diecezjalnych.

## Parafialne księgi metrykalne
| Księgi metrykalne | Okres ewidencji |
| ----------------- | --------------- |
| chrztów           | od 1972         |
| ślubów            | od 1972         |
| zgonów            | od 1972         |